# Iglesia de San Cristóbal (Cabrils)
La iglesia de San Cristóbal (Sant Cristòfol) es un templo localizado en el término municipal de Cabrils, muy cerca del término municipal de Vilassar de Mar.

## Arquitectura
Situada en el patio particular de una masía (se supone que era el emplazamiento de una villa romana) se encuentra esta pequeña iglesia mozárabe de proporciones casi minúsculas: 12,40 por 4,10 metros. Está cubierta por un tejado de lajas redondas.
La construcción de sus muros es de mampostería bastante burda, salvo en las esquinas que tienen un trabajo bien terminado. El edificio muestra el empleo de piezas romanas aprovechadas de una villa cercana, como molduras, cerámica y pavimentos incrustados en la obra.
Tiene planta de rectángulo oblongo en el que está inscrito el ábside pequeño y cuadrado. Las bóvedas y el arco triunfal son ligeramente sobrepasados y conservan las señales de la cimbra de cañas que usaron para la construcción.